# Callan–Symanzik-egyenlet
A fizikában a Callan–Symanzik-egyenlet egy differenciálegyenlet, amely leírja az n-pont korrelációs függvények változását azon energiaskála függvényében, amelyen az elmélet definiálva van. Az egyenlet tartalmazza az adott elmélet egyes relativisztikus kvantummezőire vonatkozó β-függvényét és az anomális dimenziókat. Az egyenletet Curtis Gove Callan amerikai és Kurt Symanzik német fizikusról nevezték el.

## Matematikai levezetés
Legyen adott egy renormalizált kvantumtérelmélet, ekkor a renormalizációs feltételek meghatározzák az elmélet n-pont korrelációs függvényeit tetszőleges bemeneti skálán. A renormalizáció során bevezetünk egy tetszőleges skálát (μ), amely lehetővé teszi, hogy a korrelációs függvények (a térelmélet különböző pontjai közötti kapcsolatokat leíró mennyiségek) értékeit meghatározzuk különböző energiaszinteken vagy hosszúságskálákon.
Az n-pont korrelációs függvények meghatározhatók a partíciós függvény és a forrásmező segítségével:
{\displaystyle G^{(n)}(x_{1},\dots ,x_{n})=(-i)^{n}{\frac {1}{Z[J]}}\left.{\frac {\delta ^{n}Z[J]}{\delta J(x_{1})\dots \delta J(x_{n})}}\right|_{J=0}=\langle {\mathcal {T}}\{\phi (x_{1})\phi (x_{2})\cdots \phi (x_{n})\}\rangle }
A renormalizációból adódóan meghatározható a renormalizált és a csupasz (nem-renormalizált) kvantummezők közötti összefüggés a következő módon:
{\displaystyle \langle {\mathcal {T}}\{\phi (x_{1})\phi (x_{2})\cdots \phi (x_{n})\}\rangle =Z^{n/2}\langle {\mathcal {T}}\{\phi _{0}(x_{1})\phi _{0}(x_{2})\cdots \phi _{0}(x_{n})\}\rangle },
vagy máshogy megfogalmazva
{\displaystyle Z^{n/2}G_{R}^{(n)}(x_{1},x_{2},\cdots ,x_{n},\lambda ,\mu )=G_{0}^{(n)}(x_{1},x_{2},\cdots ,x_{n},\lambda _{0},\Lambda ).}
Az egyenletben a nem-renormalizált n-pont korrelációs függvények az eredeti (csupasz), nem-renormalizált paraméterektől ({\displaystyle \Phi _{0},\lambda _{0},\dots }) és a levágási skálától ({\displaystyle \Lambda }) függenek. Másrészt a renormalizált korrelációs függvények a renormalizált paraméterektől ({\displaystyle \Phi ,\lambda ,\mu ,\dots }) és a renormalizációs skálától (µ) függenek. Vizsgáljuk meg, hogy a renormálási skála infinitezimális megváltozására {\displaystyle \mu \to \mu +\delta \mu }, hogyan változik a fentebbi egyenlet jobb- és bal oldala. Mivel a jobb oldalon szereplő nem-renormalizált n-pont korrelációs függvény nem függ a renormálási skálától, ezért igaz a következő összefüggés:
{\displaystyle {\dfrac {dG_{0}^{(n)}}{d\mu }}=0.}
Viszont a renormalizált paraméterek függnek a renormálási skálától, ezért igaz lesz, hogy {\displaystyle \lambda \to \lambda +\delta \lambda }, illetve {\displaystyle \Phi \to (1+\delta \eta )\Phi }, ahol {\displaystyle \delta \eta =\delta \Phi /\Phi }. Ez alapján a fentebbi egyenlet baloldala a következő módon fog kinézni:
{\displaystyle {\dfrac {d}{d\mu }}Z^{n/2}G^{(n)}={\dfrac {\partial G^{(n)}}{\partial \mu }}+{\dfrac {\partial G^{(n)}}{\partial \lambda }}{\dfrac {\partial \lambda }{\partial \mu }}-n{\dfrac {\partial \eta }{\partial \mu }}G^{(n)}=0}, ahol {\displaystyle Z^{1/2}=(1+\delta \eta ).}
Átalakítva az előbbi egyenletet a következő alakra hozható: 
{\displaystyle \left(\mu {\dfrac {\partial }{\partial \mu }}+\mu {\dfrac {\partial }{\partial \lambda }}{\dfrac {\partial \lambda }{\partial \mu }}-n\mu {\dfrac {\partial \eta }{\partial \mu }}\right)G_{R}^{(n)}(x_{1},x_{2},\cdots ,x_{n},\lambda ,\mu )=0.}
Az egyenletben szereplő {\displaystyle \mu {\dfrac {\partial \lambda }{\partial \mu }}=\beta } függvényt béta-függvénynek, míg a {\displaystyle \mu {\dfrac {\partial \eta }{\partial \mu }}=\gamma } tagot anomális dimenziónak nevezzük. Bevezetve ezeket a jelöléseket jutunk a Callan–Symanzik-egyenlet általánosan használt alakjához:
{\displaystyle \left(\mu {\dfrac {\partial }{\partial \mu }}+\beta {\dfrac {\partial }{\partial \lambda }}-n\gamma \right)G_{R}^{(n)}(x_{1},x_{2},\cdots ,x_{n},\lambda ,\mu )=0}
A fentebb definiált {\displaystyle \beta }-függvény azt méri, hogy a csatolás hogyan függ a renormalizációs skálától ({\displaystyle \mu }), míg az anomális dimenzió a mező renormalizációjának µ-függését határozza meg. A renormalizáció ellentagokkal történő kifejezése esetén a korrelációs függvények µ-függése az ellentagok bevezetéséből ered, amelyeket a divergenciák kiküszöbölésére vezetnek be. Így megállapítható a közvetlen kapcsolat az ellentagok és a fentebb definiált tagok között. 